# Christo Stefanoff
Christo Stefanoff-Mendoly (ur. 6 kwietnia 1898 w Kazanłyku, zm. 8 marca 1966 w Kanadzie) – bułgarski i polski malarz.
Używał pseudonimu Grzegorz Mendoly. Jego nauczycielem był Philip de László.
W Polsce pojawił się w 1934. W połowie 1935 r. otworzył pierwszą w Polsce wystawę swoich prac. "Łódź w Ilustracji" (niedzielny dodatek do "Kuriera Łódzkiego") informując o tym opublikowała zdjęcia dwóch Jego olejnych obrazów: "Hucuł" i "Wenecja" (żaglówka na zatoce Weneckiej, na tle placu św. Marka). Następnie pokazywał swoje prace w Katowicach i Warszawie.
Oczarowany Polską postanowił tu pozostać na stałe, zwłaszcza kiedy poznał i ożenił się (1937) z Polką - Ireną Pludowską.
W okresie II wojny św. więzień niemieckich obozów koncentracyjnych. 
Po wojnie zamieszkał wraz z żoną w Holandii a od 1952 na stałe w Kanadzie.
Pozostawił trwały i solidny ślad swojej artystycznej twórczości dla dziedzictwa kulturalnego Polonii montrealskiej, m.in. jako autor 17 witraży malowanych w kościele parafialnym Św. Trójcy przy ulicy Centre 1660 na których jest wiele polskich akcentów.  
Pochowany na cmentarzu Cote-des-Neiges w Montrealu.
W 120 rocznicę urodzin (wrzesień 2018) zostało otwarte w miejscu Jego zamieszkania w Kanadzie - adres: 1060, 10e Rang, Val David, Qc J0T 2N0 - muzeum Jego prac oraz w całości zachowana Jego pracownia. Obecnie prowadzi je Jego bratanek Robert Pludowski, jednocześnie Jego uczeń kontynuujący Jego sposób malowania.   